# Marga Marga
Marga Marga – prowincja regionu Valparaíso w Chile. Została utworzona 11 marca 2010 roku z obszarów prowincji Quillota (gminy Limache i Olmué) oraz Valparaíso (gminy Quilpué i Villa Alemana). Stolicą jest Quilpué.
Powierzchnia prowincji wynosi 1179 km². Populacja około 330 tys. osób.